# Comuna Produlești, Dâmbovița
Produlești este o comună în județul Dâmbovița, Muntenia, România, formată din satele Broșteni, Costeștii din Deal și Produlești (reședința).

## Așezare
Comuna se află în partea central-sudică a județului și este străbătută prin partea sa sudică de șoseaua națională DN7 ce leagă București de Pitești și din care se desprinde șoseaua județeană DJ721 care leagă comuna de Târgoviște.

## Demografie
Componența etnică a comunei Produlești
     Români (92,63%)
     Romi (2,68%)
     Alte etnii (4,68%)
Componența confesională a comunei Produlești
     Ortodocși (94,13%)
     Alte religii (1,03%)
     Necunoscută (4,84%)
Conform recensământului efectuat în 2021, populația comunei Produlești se ridică la 3.204 locuitori, în scădere față de recensământul anterior din 2011, când fuseseră înregistrați 3.427 de locuitori. Majoritatea locuitorilor sunt români (92,63%), cu o minoritate de romi (2,68%). Din punct de vedere confesional, majoritatea locuitorilor sunt ortodocși (94,13%), iar pentru 4,84% nu se cunoaște apartenența confesională.

## Politică și administrație
Comuna Produlești este administrată de un primar și un consiliu local compus din 13 consilieri. Primarul, George Georgescu[*], de la Partidul Social Democrat, este în funcție din 2016. Începând cu alegerile locale din 2024, consiliul local are următoarea componență pe partide politice:
|  | Partid                    | Consilieri | Componența Consiliului | Componența Consiliului | Componența Consiliului | Componența Consiliului | Componența Consiliului | Componența Consiliului | Componența Consiliului | Componența Consiliului | Componența Consiliului | Componența Consiliului | Componența Consiliului |
|  | ------------------------- | ---------- | ---------------------- | ---------------------- | ---------------------- | ---------------------- | ---------------------- | ---------------------- | ---------------------- | ---------------------- | ---------------------- | ---------------------- | ---------------------- |
|  | Partidul Social Democrat  | 11         |                        |                        |                        |                        |                        |                        |                        |                        |                        |                        |                        |
|  | Partidul Național Liberal | 2          |                        |                        |                        |                        |                        |                        |                        |                        |                        |                        |                        |

## Istorie
La sfârșitul secolului al XIX-lea, comuna făcea parte din plasa Bolintinu a județului Dâmbovița și era compusă din aceleași sate ca și astăzi: Produlești, Broșteni și Costeștii din Deal, cu o populație totală de 1700 de locuitori. În comuna Produlești funcționau trei biserici și o școală.
În 1925, comuna era inclusă în plasa Titu și avea în compunere doar satele Broșteni și Produlești, cu 1700 de locuitori, satul Costeștii din Deal fiind trecut la comuna Costești.
În 1950, comuna a trecut în subordinea raionului Titu din regiunea București. În 1968, a revenit la județul Dâmbovița, reînființat, în structura actuală.